# Новоолексіївська сільська рада (Приморський район)
| Новоолексіївська сільська рада — колишній орган місцевого самоврядування у Приморському районі Запорізької області з адміністративним центром у с. Новоолексіївка. Історична дата утворення: 1861 рік. Водойми на території сільради: р. Лозуватка. Сільській раді підпорядковані населені пункти: - с. Новоолексіївка - с. Лозуватка |

## Склад ради
Рада складається з 16 депутатів та голови.
Партійний склад ради: Самовисування — 9, Партія регіонів — 4, КПУ — 2, Партія промисловців і підприємців України — 1.

### Керівний склад ради
| ПІБ                       | Основні відомості                                                         | Дата обрання | Дата звільнення |
| ------------------------- | ------------------------------------------------------------------------- | ------------ | --------------- |
| Мінкова Раїса Іванівна    | Сільський голова, 1949 року народження, освіта, позапартійна              | 26.03.2006   | 31.10.2010      |
| Джеглав Леонід Матвійович | Сільський голова, 1958 року народження, освіта вища, член Партії регіонів | 31.10.2010   |                 |

Примітка: таблиця складена за даними джерела